# 消費生活用製品安全法
消費生活用製品安全法（しょうひせいかつようせいひんあんぜんほう、昭和48年6月6日法律第31号）は、消費生活用製品による一般消費者の生命または身体に対する危害の発生の防止を図るため、特定製品の製造および販売を規制するとともに、消費生活用製品の安全性の確保につき民間事業者の自主的な活動を促進し、もって一般消費者の利益を保護することに関する法律である。
1973年6月6日に公布された。経済産業省の所管。

## 構成
- 第一章　総則（第一条・第二条）
- 第二章　特定製品
  - 第一節　基準並びに販売及び表示の制限（第三条―第五条）
  - 第二節　事業の届出等（第六条―第十五条）
  - 第三節　検査機関の登録（第十六条―第十九条）
  - 第四節　国内登録検査機関（第二十条―第二十九条）
  - 第五節　外国登録検査機関（第三十条・第三十一条）
  - 第六節　危害防止命令（第三十二条）
- 第三章　製品事故等に関する措置
  - 第一節　情報の収集及び提供（第三十三条―第三十七条）
  - 第二節　危害の発生及び拡大を防止するための措置（第三十八条・第三十九条）
- 第四章　雑則（第四十条―第五十七条）
- 第五章　罰則（第五十八条―第六十二条）
- 附則

## PSCマーク
PSCマークは、消費生活用製品安全法によって、消費生活用製品のうち、一般消費者の生命又は身体に対して特に危害を及ぼすおそれが多いと認められる製品に付すことが必要なマークである。一般消費者が購入する際に安全性を確認できるよう、製造又は輸入業者ら、事業者に対して、表示して販売することを義務付けたものであり、所定の安全基準等に適合したものについて表示し、表示がない商品は、販売ないし販売の目的での陳列も禁止される。PSCのPはProduct（製品）、SはSafety（安全）、CはConsumer（消費者）を表す。
これらの製品は「特別特定製品」および「特別特定製品以外の特定製品」と言われ、それぞれ種類に従い、製造又は輸入業者自ら、あるいは、登録された検査機関により検査したものである。

### 特別特定製品
特別特定製品には下記の4品目が該当する。PSCマークは菱形の中にPSCの文字。
1. 乳幼児用ベッド
2. 携帯用レーザー応用装置（レーザーポインター等）
3. 浴槽用温水循環器（ジェット噴流バス等）
4. ライター

### 特別特定製品以外の特定製品
「特別特定製品以外の特定製品」には下記の9品目が該当する。PSCマークは円形の中にPSCの文字。
1. 家庭用の圧力なべ及び圧力がま
2. 乗車用ヘルメット
3. 登山用ロープ
4. 石油給湯機
5. 石油ふろがま
6. 石油ストーブ

「特別特定製品」は事業者のなかに消費者の生命または身体に対する危害の及ぼすことを防止するため必要な品質の確保が十分でない事業者が居る可能性があると考えられる製品となっている。これらは、事業者自身の検査による安全確保に加え、国が登録する第三者検査機関による適合性検査を義務付けている。
「特別特定製品以外の特定製品」は製造又は輸入業者などの事業者が、国に一定の事項を届け出れば、事業者自らによる検査・確認によりPSCマークを表示ができる品目である。なお、PSCマークは著作権法第13条（権利の目的とならない著作物）の第1号に該当し、著作権法第3章に規定された権利の対象とはならない。
「特定製品」には、消費生活用製品のうち、家庭用の圧力なべ及び圧力がま、乗車用ヘルメット、乳幼児用ベッド、登山用ロープの4品目が該当していたが、携帯用レーザー応用装置と浴槽用温水循環器等が追加され、「特別特定製品」と「特別特定製品以外の特定製品」に分けられた。「特定製品」はSマーク（Sを円形の中に、安、全の文字が配置されている）であったが、2000年（平成12年）10月以降、順次PSCマークへ移行することとなった。
また類似するマークに電気用品安全法による「PSEマーク」がある。

## 2006年改正
パロマ湯沸器死亡事故、松下製小型ガス湯沸し器死亡事故や松下電器製FF式石油温風機の欠陥問題と呼ばれるガス瞬間湯沸かし器や石油温風機および家庭用シュレッダーによる幼児の指先切断やおしゃぶりによる顎変形症などの重大事故の相次いだ発生を受けて経済産業省は本法律の改正に取り組み、重大事故についての報告義務、主務大臣による公表等の規定を盛り込む改正法案を作成した。成立した改正法は2006年12月に公布され、2007年5月14日に施行された。
改正消安法および同法施行規則に従い、重大製品事故が発生したことを知った製造者または輸入者は、そのことを知った日から10日以内に製品の名称、事故の内容等を主務大臣に報告しなければならない（消安法第35条第1項）。

## 2007年改正
前年の改正に続いて経済産業省は「長期使用製品安全点検制度」を創設する改正法案を作成した。この制度は、消費者自身による保守が難しく、経年劣化による重大事故の発生のおそれが高い製品について、消費者に保守情報を適切に提供するとともに、点検の通知や応諾を製造・輸入事業者に求めることを内容とする。成立した改正法は2007年11月に公布され、2009年4月1日に施行された。また製品が安全に使用できる目安となる期間を製品に明記する「長期使用製品安全表示制度」もこの改正により同日施行された。